# Liste der deutschen Botschafter in Japan
Die Liste der deutschen Botschafter in Japan enthält alle Gesandten und Botschafter des Deutschen Reiches und der Bundesrepublik Deutschland in Japan.

## Botschafter

### Gesandte des Deutschen Reichs
| Beginn Amtszeit   | Name                                                        | Bild            | Anmerkungen     |
| Deutsches Reich   | Deutsches Reich                                             | Deutsches Reich | Deutsches Reich |
| ----------------- | ----------------------------------------------------------- | --------------- | --------------- |
| 8. Mai 1862       | Max August Scipio von Brandt                                |                 |                 |
| Februar 1875      | Eduard Zappe                                                |                 |                 |
| April 1875        | Theodor von Holleben                                        |                 |                 |
| 3. Dezember 1875  | Karl von Eisendecher                                        |                 |                 |
| 1875              | Felix Freiherr von Gutschmid war Legationssekretär in Tokyo |                 |                 |
| 24. April 1883    | Otto Graf von Dönhoff                                       |                 |                 |
| 11. März 1886     | Theodor von Holleben                                        |                 |                 |
| 10. Dezember 1892 | Felix Freiherr von Gutschmid                                |                 |                 |
| 3. März 1897      | Karl Georg von Treutler                                     |                 |                 |
| 29. März 1898     | Kasimir Graf von Leyden                                     |                 |                 |
| 23. Mai 1900      | Botho von Wedel                                             |                 |                 |
| 10. Mai 1901      | Emmerich von Arco-Valley                                    |                 |                 |
| 28. Februar 1906  | Friedrich Carl von Erckert                                  |                 |                 |
| 22. Mai 1906      | Alfons Mumm von Schwarzenstein                              |                 |                 |

### Botschafter des Deutschen Reichs
| Name                            | Bild              | Amtszeit          | Anmerkungen                             |
| / Deutsches Reich               | / Deutsches Reich | / Deutsches Reich | / Deutsches Reich                       |
| ------------------------------- | ----------------- | ----------------- | --------------------------------------- |
| Alfons Mumm von Schwarzenstein  |                   | 1906–1911         |                                         |
| Arthur Alexander Kaspar von Rex |                   | 1911–1914         |                                         |
| Wilhelm Solf                    |                   | 1920–1928         |                                         |
| Wilhelm Albrecht von Schoen     |                   | 1928              |                                         |
| Ernst Arthur Voretzsch          |                   | 1928–1933         |                                         |
| Willy Noebel                    |                   | 1933              |                                         |
| Herbert von Dirksen             |                   | 1933–1938         |                                         |
| Willy Noebel                    |                   | 1938              |                                         |
| Eugen Ott                       |                   | 1938–1942         |                                         |
| Heinrich Georg Stahmer          |                   | 1943–1945         | „Botschafter zur besonderen Verwendung“ |

### Botschafter der Bundesrepublik Deutschland
| Name                            | Bild           | Amtszeit       | Anmerkungen                                              |
| BR Deutschland                  | BR Deutschland | BR Deutschland | BR Deutschland                                           |
| ------------------------------- | -------------- | -------------- | -------------------------------------------------------- |
| Heinrich Northe                 |                | 1952–1955      | Botschaftsrat, Geschäftsträger a. i.                     |
| Hans Kroll                      |                | 1955–1958      |                                                          |
| Wilhelm Haas                    |                | 1958–1961      |                                                          |
| Fritz van Briessen              |                | 1961–1962      |                                                          |
| Herbert Dittmann                |                | 1962–1965      |                                                          |
| Walter Boss                     |                | 1965–1966      |                                                          |
| Franz Krapf                     |                | 1966–1971      |                                                          |
| Heinrich Carl Franz Röhreke     |                | 1971           | Gesandter I.Kl., Geschäftsträger                         |
| Wilhelm Grewe                   |                | 1971–1976      | ab 1974 auch für die Mongolische Volksrepublik zuständig |
| Hartmut Schulze-Boysen          |                | 1976–1977      |                                                          |
| Günter Diehl                    |                | 1977–1981      |                                                          |
| Klaus Blech                     |                | 1981–1984      |                                                          |
| Walter Boss                     |                | 1984–1986      |                                                          |
| Hans-Joachim Hallier            |                | 1986–1989      |                                                          |
| Wilhelm Haas                    |                | 1990–1994      |                                                          |
| Heinrich-Dietrich Dieckmann     |                | 1994–1997      |                                                          |
| Frank Elbe                      |                | 1997–1999      |                                                          |
| Uwe Kaestner                    |                | 1999–2001      |                                                          |
| Henrik Schmiegelow              |                | 2001–2006      |                                                          |
| Hans-Joachim Daerr              |                | 2006–2009      |                                                          |
| Volker Stanzel                  |                | 2009–2013      |                                                          |
| Hans Carl Freiherr von Werthern |                | 2014–2019      |                                                          |
| Ina Ruth Luise Lepel            |                | 2019–2021      |                                                          |
| Clemens von Goetze              |                | 2021–2024      |                                                          |
| Petra Sigmund                   |                | 2024–          |                                                          |